# Vrachonisída Gáïdaros (ö i Grekland, lat 36,49, long 27,29)
Vrachonisída Gáïdaros är en ö i Grekland.   Den ligger i prefekturen Nomós Dodekanísou och regionen Sydegeiska öarna, i den sydöstra delen av landet, 400 km sydost om huvudstaden Aten. Arean är 0,95 kvadratkilometer.
Terrängen på Vrachonisída Gáïdaros är lite kuperad. Öns högsta punkt är 153 meter över havet. Den sträcker sig 0,8 kilometer i nord-sydlig riktning, och 1,6 kilometer i öst-västlig riktning.